# Provenhuis Bijlevelt
Het Provenhuis van Geertruid Bijlevelt in de Nederlandse plaats Alkmaar.

## Geschiedenis
Geertruid Willemsdochter, de stichtster van het naar haar genoemde provenhuis, maakte veel mee tijdens haar leven. Met haar man Pieter Bijlevelt vertrok ze in 1626 naar Noord-Amerika. Het echtpaar Bijlevelt behoorde tot de eerste kolonisten van wat later New York zou worden. Ze hadden er een boerenbedrijf. Door tegenslag raakten ze later alles weer kwijt en keerden ze in 1635 terug naar Holland. Pieter Bijlevelt zat niet bij de pakken neer en begon een nieuwe carrière die hem onder meer naar Java bracht, in dienst van de V.O.C. Zijn vrouw bleef in Alkmaar wonen. Pieter stierf in 1657 in Alkmaar. De kinderen van het echtpaar waren toen ook al overleden. Geertruid was zelf ziek en liet daarom haar testament opmaken. Ze bepaalde dat er van de nalatenschap een liefdadig fonds of een provenhuis gesticht moest worden ten behoeve van bejaarde vrouwen. De vele sterfgevallen zullen alles te maken hebben gehad met de pest die in deze jaren heerste.
De uitvoerders van het testament van Geertruid besloten na haar dood - ze herstelde na haar ziekte en overleed pas in 1664 - uit het geld van haar nalatenschap een provenhuis te stichten. In 1667 werd een huis gekocht op de hoek Koningsweg-Doelenstraat en in 1668 kwamen de eerste twee oude vrouwen er te wonen. Het nog steeds bestaande complex werd in 1727 op de hoek uitgebreid met een eerste verdieping, waar een nieuwe regentenkamer werd ingericht. In 1751 werd de benedenkamer van het buurhuis in de Doelenstraat bij het provenhuis getrokken. In 1958 werd daar de opzienbarende vondst gedaan van een uit 1621 daterende schildering, die was aangebracht op het oorspronkelijke houten plafond, dat lange tijd door bouwkundige ingrepen aan het oog was onttrokken.
Het provenhuis bood aanvankelijk ruimte aan drie en na 1751 aan vier provenvrouwen. De dames woonden gratis en kregen jaarlijks een prove van 50 gulden, met soms ook nog boter en turf.
Het Provenhuis werd ook wel 'Arminiaanse hof' genoemd, een benaming die echter meer sloeg op de bestuurders, die lange tijd behoorden tot het remonstrantse kerkgenootschap, dan op de bewoonsters. Remonstrantse vrouwen werden wel opgenomen, maar de meerderheid van de bewoonsters behoorde tot de gereformeerde (hervormde) gemeente. Vanaf 1739 werd weer strikt de hand gehouden aan de oorspronkelijke regel dat er steeds twee regenten moesten zijn, een remonstrantse en een gereformeerde. Vanaf 1878 tot 1973 was er sprake van een ware Bosman-dynastie bij de regenten; zeven leden van deze familie bekleedden er in die periode een regentschap. Cornelis Bosman was wel de bekendste; hij stichtte in 1864 de stoombootonderneming Alkmaar Packet.
Naarmate de eisen die gesteld werden aan bejaardenhuisvesting in de loop van de 20ste eeuw steeds hoger werden, bleek steeds duidelijker dat het provenhuis daar niet aan kon voldoen. Het geld voor restauratie ontbrak en in 1968 besloten de regenten het pand te verkopen. Het inmiddels gerestaureerde pand is nu in handen van Van Alckmaer. Stichting Provenhuis Bijlevelt bestaat nog steeds; het kapitaal wordt onder meer gebruikt voor het onderhoud van het hofje van Splinter.